# Princetown
Princetown è un paese del Devon, in Inghilterra.